# Список територіальних громад Харківської області
Це список територіальних громад Харківської області, створених в рамках адміністративно-територіальної реформи 2015 року.
18 червня 2015 року рішенням обласної ради був схвалений перспективний план формування громад. Першу громаду створено 7 вересня 2015 року. А 23 вересня 2015 року Кабінет Міністрів затвердив план.
Перші вибори у Старосалтівській громаді відбулися 27 березня 2016 року.

## Загальний перелік громад
| Громада                                       | Центр               | Дата створення  | Район                 | К-сть НП | Площа, км² | Населення |
| --------------------------------------------- | ------------------- | --------------- | --------------------- | -------- | ---------- | --------- |
| Балаклійська міська територіальна громада     | місто Балаклія      | 12 червня 2020  | Ізюмський район       | 37       | 1299,5     | 46142     |
| Барвінківська міська територіальна громада    | місто Барвінкове    | 12 червня 2020  | Ізюмський район       | 60       | 1367,7     | 20087     |
| Безлюдівська селищна територіальна громада    | смт Безлюдівка      | 12 червня 2020  | Харківський район     | 11       | 137,9      | 23970     |
| Біляївська сільська територіальна громада     | с-ще Біляївка       | 12 червня 2020  | Лозівський район      | 25       | 424,1      | 5812      |
| Близнюківська селищна територіальна громада   | смт Близнюки        | 12 червня 2020  | Лозівський район      | 97       | 1377,7     | 17799     |
| Богодухівська міська територіальна громада    | місто Богодухів     | 12 червня 2020  | Богодухівський район  | 78       | 1156,8     | 37563     |
| Борівська селищна територіальна громада       | смт Борова          | 12 червня 2020  | Ізюмський район       | 38       | 879,4      | 15972     |
| Валківська міська територіальна громада       | місто Валки         | 12 червня 2020  | Богодухівський район  | 102      | 1019,0     | 30791     |
| Великобурлуцька селищна територіальна громада | смт Великий Бурлук  | 29 квітня 2018  | Куп'янський район     | 54       | 839,5      | 15048     |
| Височанська селищна територіальна громада     | смт Високий         | 12 червня 2020  | Харківський район     | 17       | 61,1       | 27478     |
| Вільхівська сільська територіальна громада    | село Вільхівка      | 12 червня 2020  | Харківський район     | 16       | 219,9      | 8147      |
| Вільхуватська сільська територіальна громада  | село Вільхуватка    | 12 червня 2020  | Куп'янський район     | 30       | 384,0      | 6208      |
| Вовчанська міська територіальна громада       | місто Вовчанськ     | 12 червня 2020  | Чугуївський район     | 75       | 1418,7     | 36802     |
| Дворічанська селищна територіальна громада    | смт Дворічна        | 12 червня 2020  | Куп'янський район     | 55       | 1113,3     | 16568     |
| Дергачівська міська територіальна громада     | місто Дергачі       | 12 червня 2020  | Харківський район     | 38       | 544,1      | 43942     |
| Донецька селищна територіальна громада        | смт Донець          | 12 червня 2020  | Ізюмський район       | 14       | 346,1      | 22886     |
| Зачепилівська селищна територіальна громада   | смт Зачепилівка     | 29 жовтня 2017  | Зачепилівський район  | 22       | 523,89     | 10835     |
| Зміївська міська територіальна громада        | місто Зміїв         | 12 червня 2020  | Чугуївський район     | 60       | 792,5      | 41963     |
| Золочівська селищна територіальна громада     | смт Золочів         | 29 жовтня 2017  | Золочівський район    | 69       | 917,01     | 25113     |
| Ізюмська міська територіальна громада         | місто Ізюм          | 14 червня 2019  | Ізюмський район       | 5        | 103,77     | 48479     |
| Кегичівська селищна територіальна громада     | смт Кегичівка       | 12 червня 2020  | Красноградський район | 40       | 780,0      | 20353     |
| Кіндрашівська сільська територіальна громада  | село Кіндрашівка    | 12 червня 2020  | Куп'янський район     | 32       | 404,9      | 6155      |
| Коломацька селищна територіальна громада      | смт Коломак         | 29 жовтня 2017  | Коломацький район     | 34       | 329,55     | 6906      |
| Красноградська міська територіальна громада   | місто Красноград    | 12 червня 2020  | Красноградський район | 26       | 483,8      | 31683     |
| Краснокутська селищна територіальна громада   | смт Краснокутськ    | 12 червня 2020  | Богодухівський район  | 66       | 1039,4     | 26907     |
| Куньєвська сільська територіальна громада     | село Куньє          | 12 червня 2020  | Ізюмський район       | 18       | 331,5      | 4516      |
| Куп'янська міська територіальна громада       | місто Куп'янськ     | 12 червня 2020  | Куп'янський район     | 12       | 148,4      | 56283     |
| Курилівська сільська територіальна громада    | село Курилівка      | 12 червня 2020  | Куп'янський район     | 13       | 418,9      | 9963      |
| Липецька сільська територіальна громада       | село Липці          | 12 червня 2020  | Харківський район     | 17       | 363,5      | 13446     |
| Лозівська міська територіальна громада        | місто Лозова        | 29 березня 2019 | Лозівський район      | 75       | 1143,26    | 79087     |
| Люботинська міська територіальна громада      | місто Люботин       | 12 червня 2020  | Харківський район     | 15       | 138,0      | 27484     |
| Малинівська селищна територіальна громада     | смт Малинівка       | 29 жовтня 2017  | Чугуївський район     | 2        | 122,45     | 8339      |
| Малоданилівська селищна територіальна громада | смт Мала Данилівка  | 29 жовтня 2017  | Дергачівський район   | 7        | 94,37      | 13572     |
| Мереф'янська міська територіальна громада     | місто Мерефа        | 31 липня 2016   | Харківський район     | 7        | 167,78     | 25252     |
| Наталинська сільська територіальна громада    | село Наталине       | 29 жовтня 2017  | Красноградський район | 13       | 180,7      | 6350      |
| Нововодолазька селищна територіальна громада  | смт Нова Водолага   | 30 квітня 2017  | Нововодолазький район | 23       | 351,61     | 16852     |
| Новопокровська селищна територіальна громада  | смт Новопокровка    | 12 червня 2020  | Чугуївський район     | 10       | 160,1      | 16690     |
| Олексіївська сільська територіальна громада   | село Олексіївка     | 30 червня 2019  | Первомайський район   | 15       | 532,54     | 6301      |
| Оскільська сільська територіальна громада     | село Оскіл          | 29 жовтня 2017  | Ізюмський район       | 9        | 360,5      | 5926      |
| Первомайська міська територіальна громада     | місто Первомайський | 12 червня 2020  | Лозівський район      | 9        | 139,2      | 31008     |
| Петропавлівськасільська територіальна громада | село Петропавлівка  | 12 червня 2020  | Куп'янський район     | 16       | 338,3      | 5351      |
| Печенізька селищна територіальна громада      | смт Печеніги        | 12 червня 2020  | Чугуївський район     | 12       | 466,1      | 9617      |
| Південноміська міська територіальна громада   | місто Південне      | 12 червня 2020  | Харківський район     | 5        | 55,7       | 14010     |
| Пісочинська селищна територіальна громада     | смт Пісочин         | 29 квітня 2018  | Харківський район     | 8        | 81,62      | 32589     |
| Роганська селищна територіальна громада       | смт Рогань          | 11 грудня 2016  | Харківський район     | 7        | 77,07      | 14108     |
| Савинська селищна територіальна громада       | смт Савинці         | 12 червня 2020  | Ізюмський район       | 18       | 425,2      | 10543     |
| Сахновщинська селищна територіальна громада   | смт Сахновщина      | 12 червня 2020  | Красноградський район | 64       | 1170,0     | 20181     |
| Слобожанська селищна територіальна громада    | смт Слобожанське    | 12 червня 2020  | Чугуївський район     | 17       | 572,5      | 27172     |
| Солоницівська селищна територіальна громада   | смт Солоницівка     | 12 червня 2020  | Харківський район     | 17       | 246,4      | 35522     |
| Старовірівська сільська територіальна громада | село Старовірівка   | 29 квітня 2018  | Нововодолазький район | 10       | 365,45     | 5845      |
| Старосалтівська селищна територіальна громада | смт Старий Салтів   | 7 вересня 2015  | Чугуївський район     | 20       | 472,65     | 7894      |
| Харківська міська територіальна громада       | місто Харків        | 12 червня 2020  | Харківський район     | 1        | 370        | 1443207   |
| Циркунівська сільська територіальна громада   | село Циркуни        | 29 квітня 2018  | Харківський район     | 9        | 137,88     | 8975      |
| Чкаловська селищна територіальна громада      | смт Чкаловське      | 5 квітня 2016   | Чугуївський район     | 20       | 391,3      | 12054     |
| Чугуївська міська територіальна громада       | місто Чугуїв        | 12 червня 2020  | Чугуївський район     | 8        | 289,0      | 38997     |
| Шевченківська селищна територіальна громада   | смт Шевченкове      | 12 червня 2020  | Куп'янський район     | 60       | 979,1      | 19694     |